# Patrick Duffy
Patrick Duffy (født 17. marts 1949) er en amerikansk skuespiller bedst kendt for sin rolle som Bobby Ewing i tv-serien Dallas.